# Syrisk krokus
Crocus aleppicus är en irisväxtart som beskrevs av John Gilbert Baker. Crocus aleppicus ingår i släktet krokusar, och familjen irisväxter. Inga underarter finns listade i Catalogue of Life.

## Bildgalleri

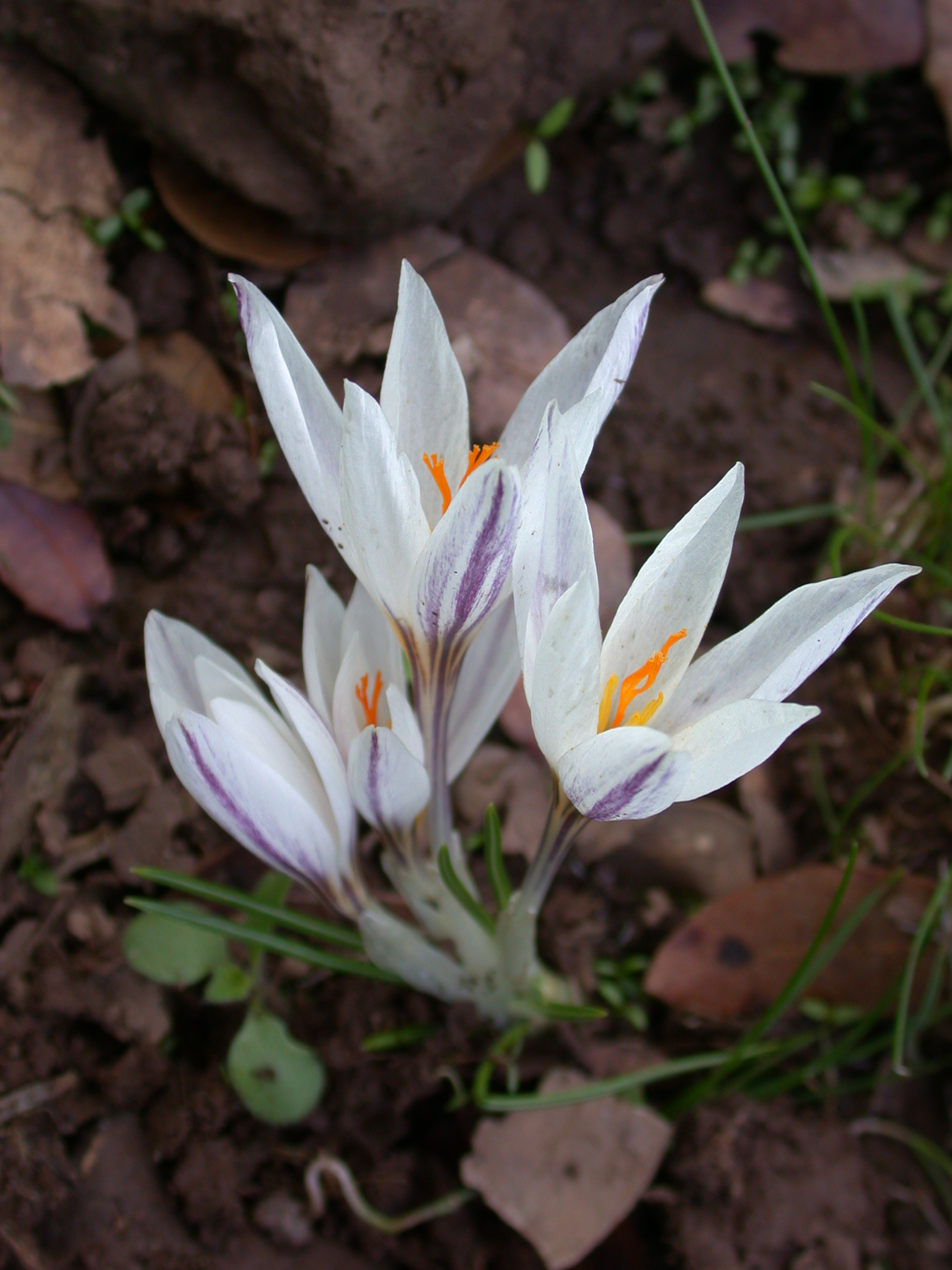